# Abadía de Lilbosch

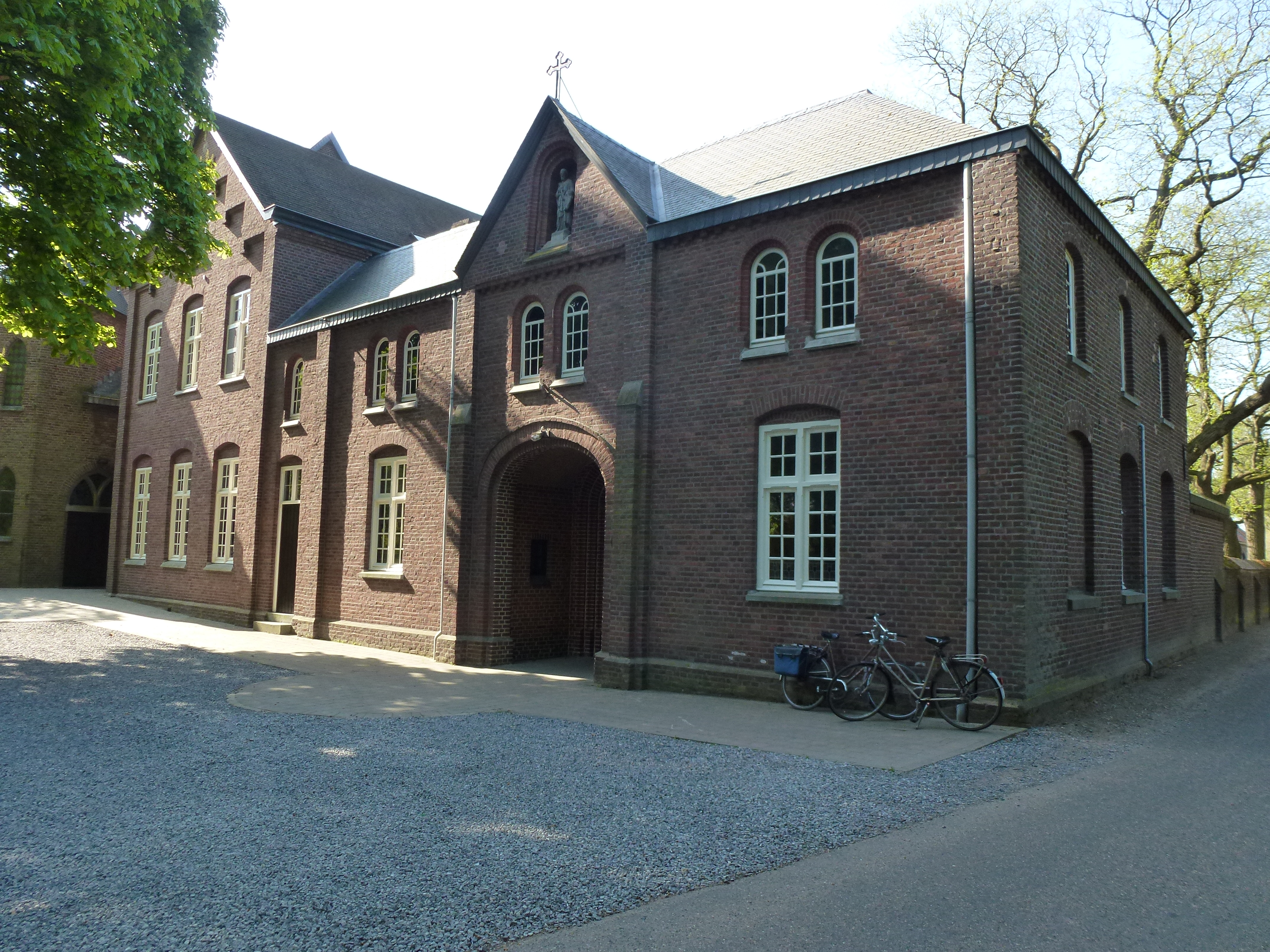
Entrada principal, con el ala de invitados a la derecha.

La Abadía de Lilbosch (en neerlandés: Abdij Lilbosch) es un monasterio trapense (Cistercienses de la Estricta Observancia), fundado en 1883 y situado en Lilboscherveld en Echt, Limburgo, en los Países Bajos.
La abadía es en gran parte autosuficiente gracias a su propia finca, que tiene una superficie de 110 hectáreas y no solo tiene cultivos, sino que también vive de la cría de cerdos, terneros y la apicultura. Las técnicas de cultivo son naturales en la medida de lo posible. Aparte de las tierras de la abadía tiene otras 30 hectáreas de tierras sin cultivar. Forma parte de la Asociación Internacional Trapense.

## Historia
La abadía de Lilbosch fue fundada a partir de la abadía de Achel que en ese momento estaba recibiendo muchas solicitudes de admisión. El tercer abad de Achel, Dom Bernardus Maria van der Seyp, por lo tanto buscó una ubicación nueva para la expansión. La elección recayó sobre un área de terreno pantanoso en el distrito de Echt. El primer grupo llegó en 1883. La nueva fundación floreció, y en 1912 Lilbosch fue elevada a la condición de una abadía.
Lilbosch tenía una casa de huéspedes construida en 1890, que en la actualidad es el restaurante Hof van Herstal.
La abadía tiene una capilla en un búnker y un monumento a la aviación en recuerdo a la Segunda Guerra Mundial.
Desde 2003, otro monasterio cisterciense cercano, la abadía de Tegelen, también conocida como Uelingsheide o la Abadía de Onze Lieve Vrouw Onbevlekt Ontvangen ("Nuestra Señora de la Inmaculada Concepción"), en Tegelen ha sido subordinada a la abadía de Lilbosch.
La Iglesia de la abadía de Lilbosch fue renovada entre los años 2012 y 2013.
A fecha de 2013 la comunidad cuenta con trece monjes.

## Natura 2000
La abadía es parte de la red Natura 2000, en una área llamada "Abdij Lilbosch & voormalig Klooster Mariahoop" debido a las colonias de murciélagos existentes en esa zona.

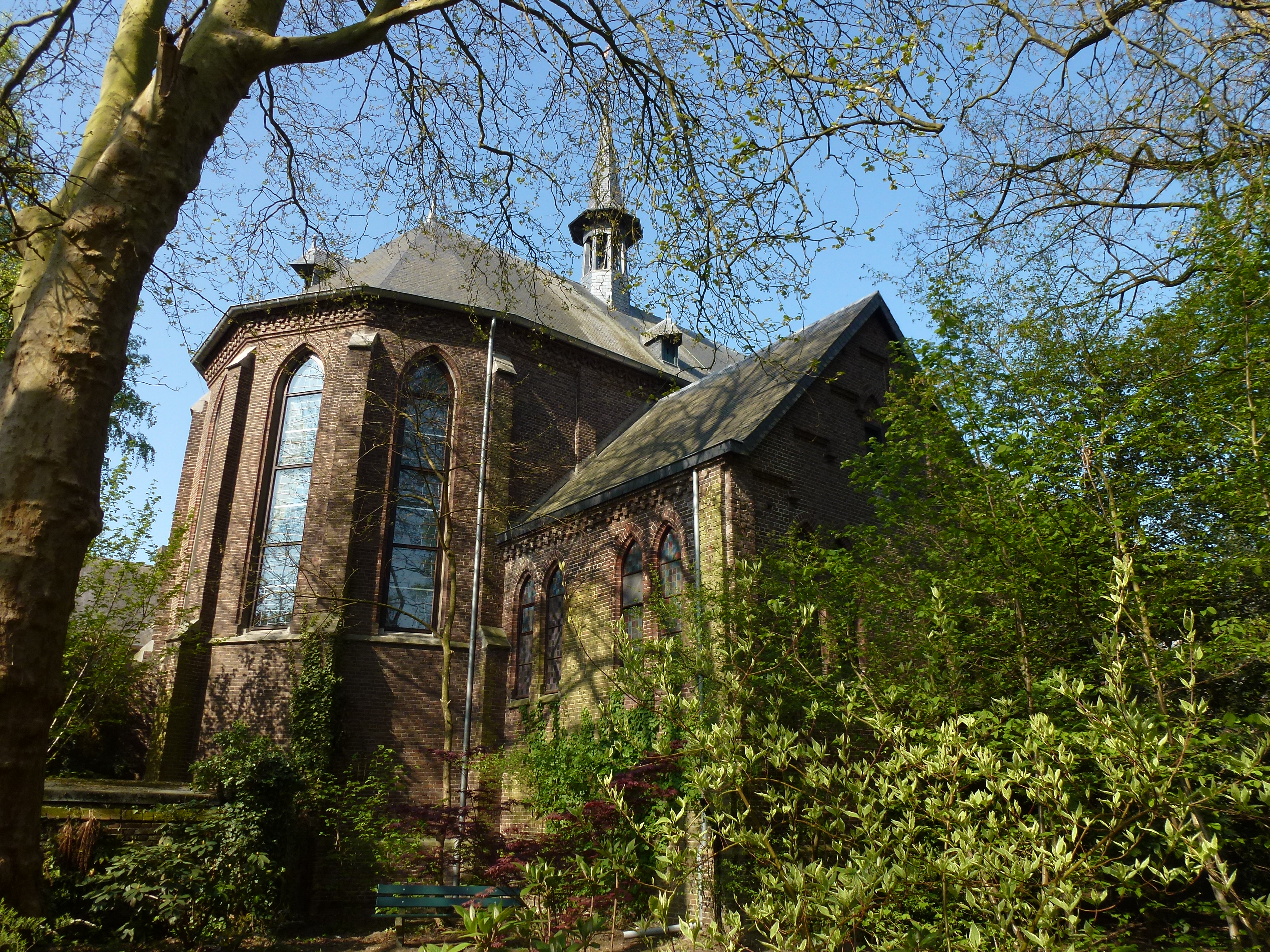
Iglesia de la abadía (coro de los sacerdotes)
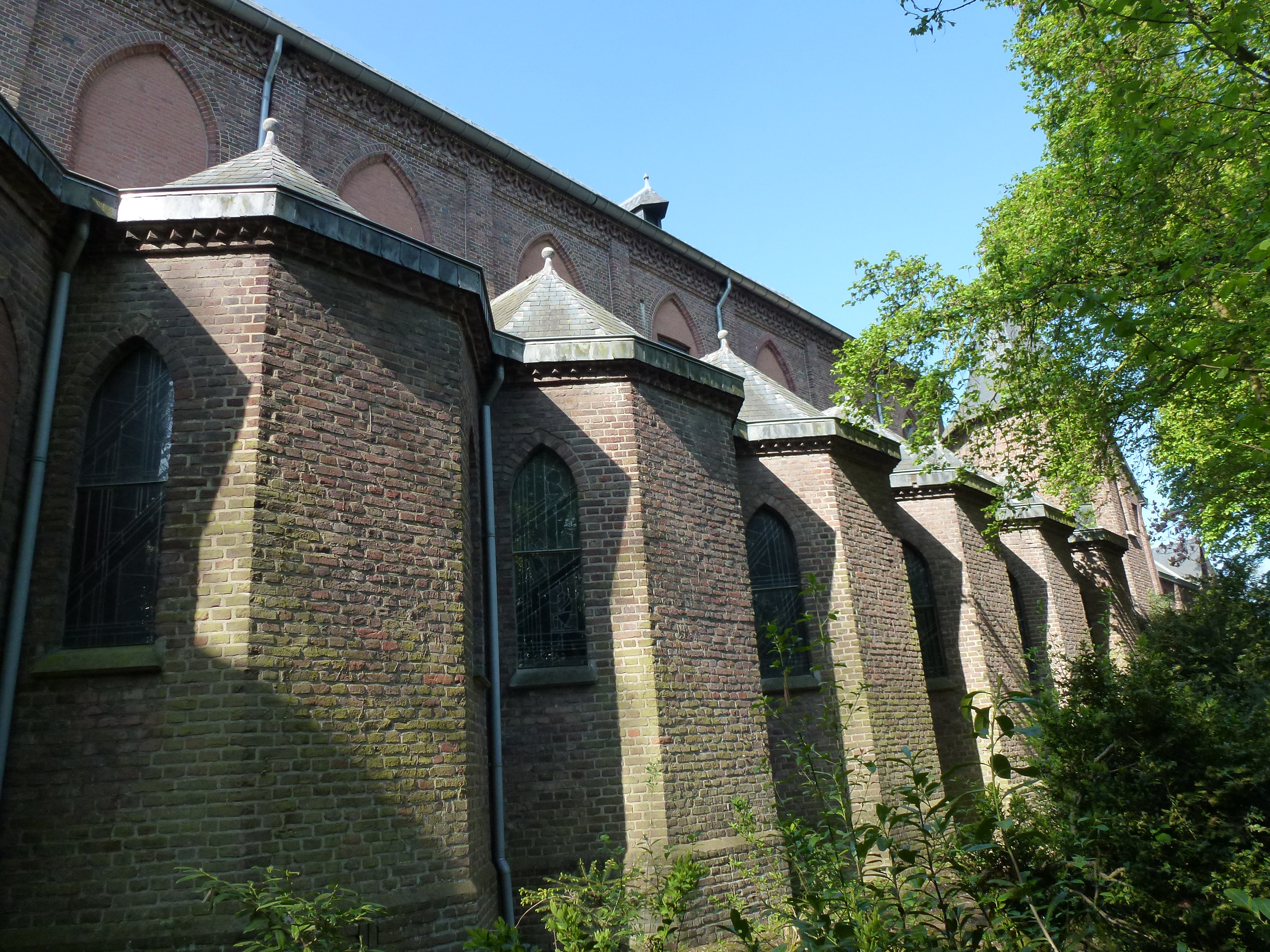
Iglesia de la abadía (capillas laterales)
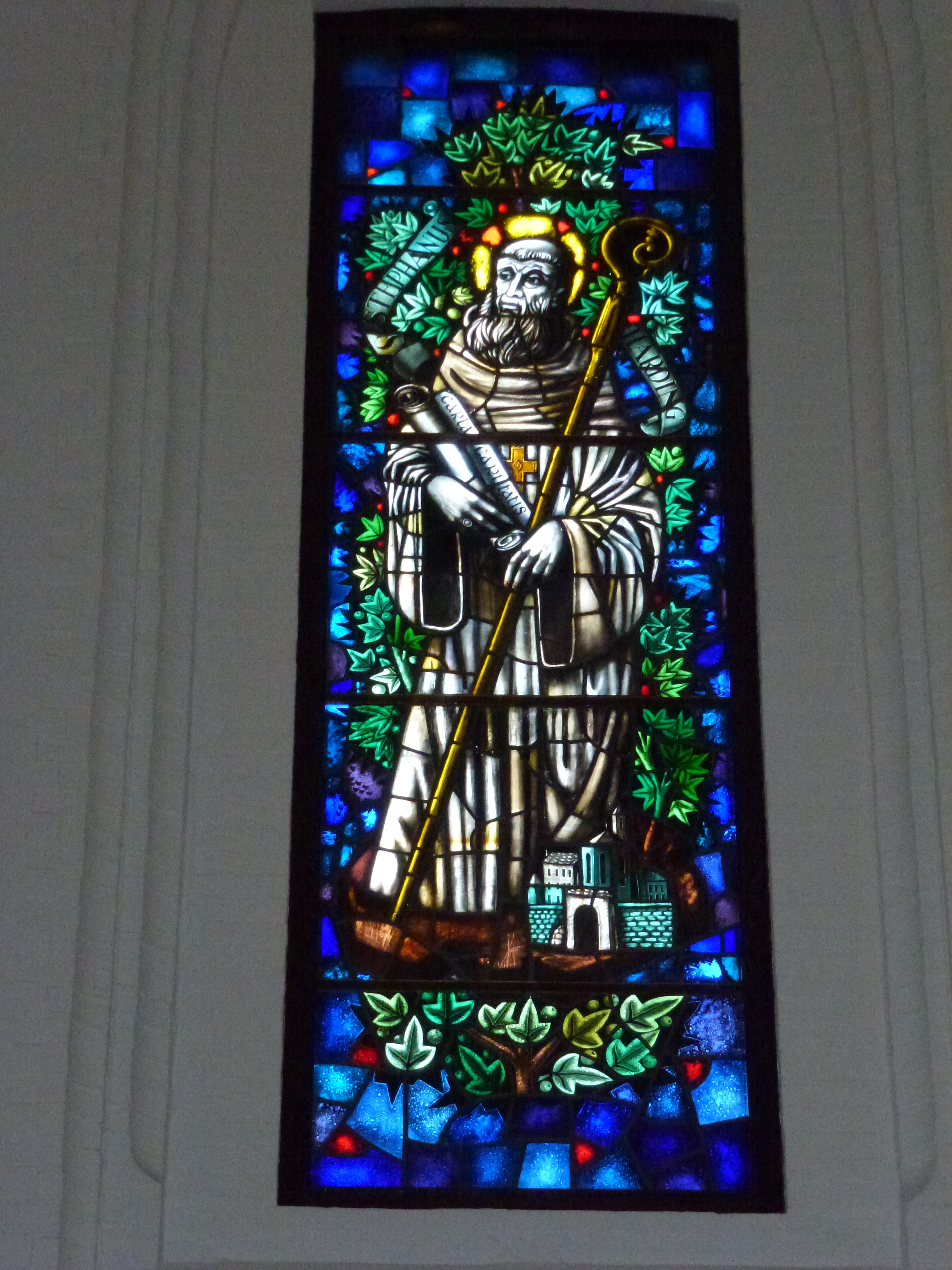
Iglesia de la abadía (vitral)
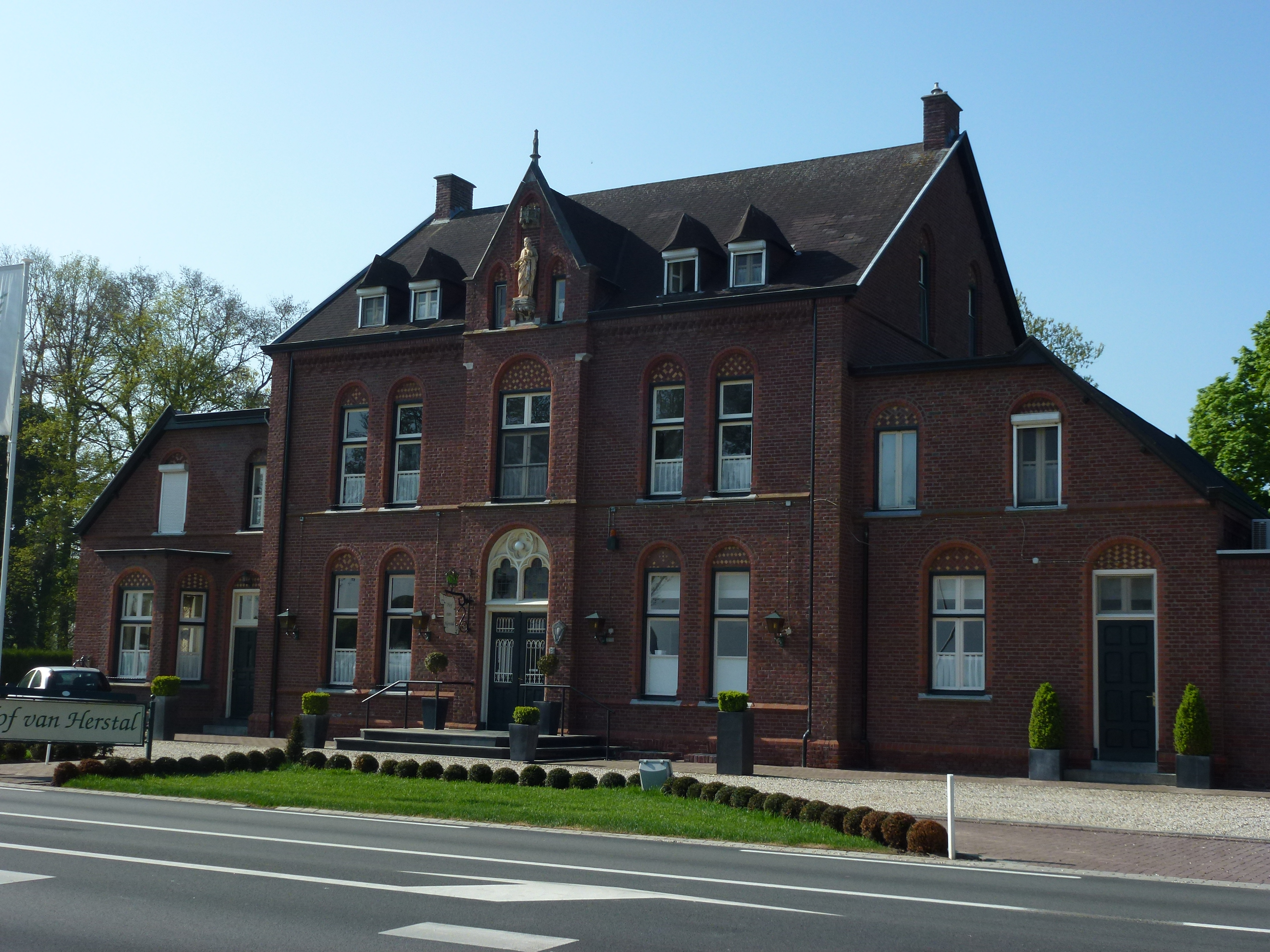
Hof van Herstal, la antigua casa de huéspedes